# Tataars
Tataars (tatar tele, татар теле) is een Turkse taal, die wordt gesproken door de Wolga-Tataren.

## Verspreiding
Het Tataars is een bestuurstaal in de Russische deelrepubliek Tatarije. Daarnaast wordt de taal gesproken in de republieken Basjkirostan en Tsjoevasjië. Er zijn ook belangrijke gemeenschappen in Siberië, Kazachstan en China.

## Verwantschap
Het Tataars maakt deel uit van de Kiptsjaakse tak van de Turkse taalfamilie. Tot diezelfde tak behoren ook onder meer het Kazachs, het Kirgizisch, het Basjkiers en het Karakalpaks. De taal mag niet worden verward met het Krim-Tataars, dat weliswaar verwant is aan het Tataars, maar deel uitmaakt van een andere tak van de Kiptsjaakse talen. De talen zijn niet wederzijds verstaanbaar.

## Klankleer
|             |             | labiaal | labio- velaar | dentaal | post- alveolaar | palataal | velaar | uvulaar | glottaal |
| ----------- | ----------- | ------- | ------------- | ------- | --------------- | -------- | ------ | ------- | -------- |
| nasaal      | nasaal      | m       |               | n̪       |                 |          | ŋ      |         |          |
| plosief     | steml.      | p       |               | t̪       |                 |          | k      | q       | ʔ        |
| plosief     | stemh.      | b       |               | d̪       |                 |          | ɡ      |         |          |
| affricaat   | steml.      |         |               | t͡s      |                 | t͡ɕ       |        |         |          |
| affricaat   | steml.      |         |               |         |                 | d͡ʑ       |        |         |          |
| fricatief   | steml.      | f       |               | s̪       | ʃ               | ɕ        |        | χ       | h        |
| fricatief   | stemh.      | v       |               | z̪       | ʒ               | ʑ        |        | ʁ       |          |
| vibrant     | vibrant     |         |               | r       |                 |          |        |         |          |
| approximant | approximant |         | w             | l       |                 | j        |        |         |          |

|        | voor     | voor   | achter   | achter |
|        | ongerond | gerond | ongerond | gerond |
| ------ | -------- | ------ | -------- | ------ |
| open   | i        | y ~ ʉ  | ɯ ~ ɪ    | u      |
| midden | e ~ ɘ    | ø ~ ɵ  | ɤ ~ ʌ    | o      |
| open   | æ ~ a    |        | ɑ        |        |

## Schrift

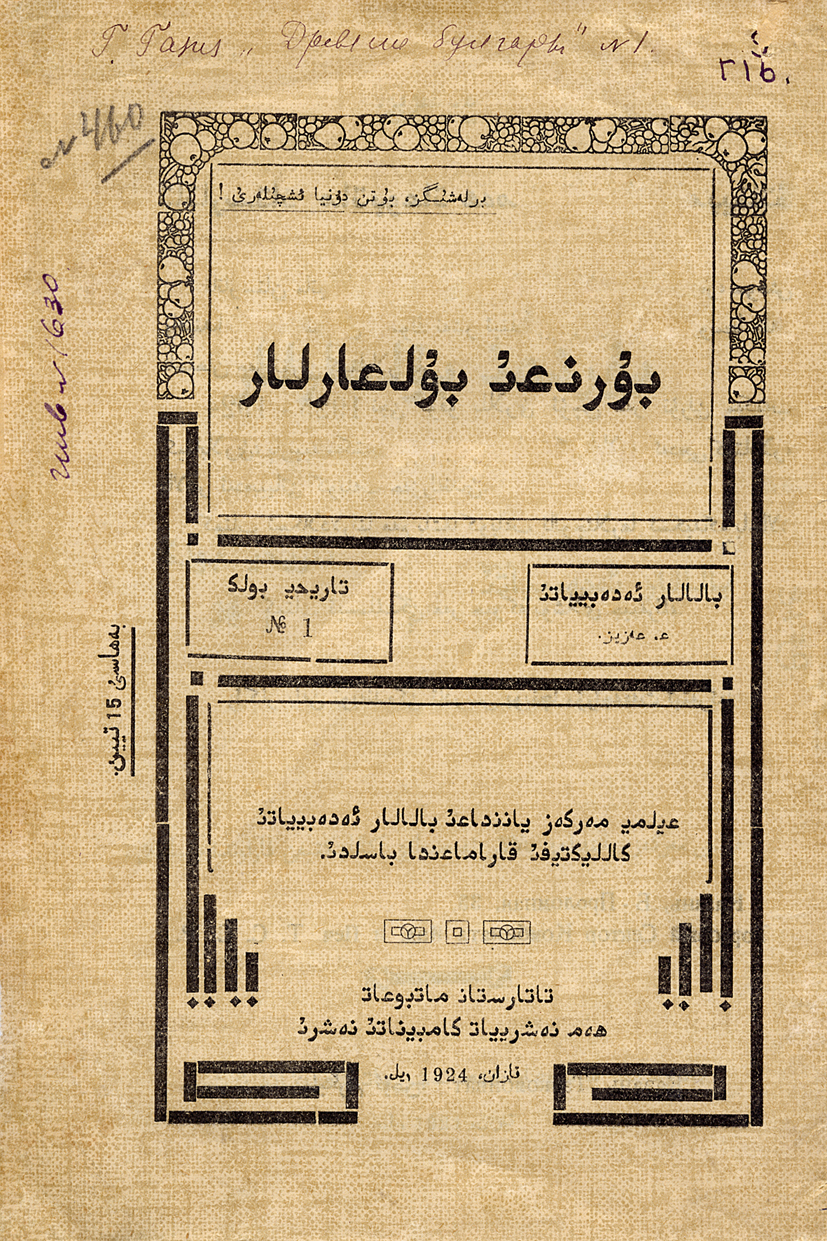
Kaft van een Tataars boek uit 1924 in het Arabisch schrift.

Het Tataars werd oorspronkelijk in het Arabisch schrift geschreven. Tussen 1927 en 1938 werd overgeschakeld op het Latijnse alfabet. Sinds 1938 wordt Cyrillisch gebruikt. In 2001 voerde Tatarije een op het Turks gebaseerde variant van het Latijnse alfabet in. Die beslissing stuitte op veel weerstand van de Russische minderheid in Tatarije. Het gebruik van het Latijnse alfabet werd in 2004 teruggefloten door het Grondwettelijk Hof van Rusland, dat oordeelde dat een eenvormig schrift noodzakelijk is voor de eenheid van het land.
| А а | Ә ә | Б б | В в | Г г | Д д | Е е | Ё ё |
| Ж ж | Җ җ | З з | И и | Й й | К к | Л л | М м |
| Н н | Ң ң | О о | Ө ө | П п | Р р | С с | Т т |
| У у | Ү ү | Ф ф | Х х | Һ һ | Ц ц | Ч ч | Ш ш |
| Щ щ | Ъ ъ | Ы ы | Ь ь | Э э | Ю ю | Я я |     |

| A a | Ä ä | B b | C c | Ç ç | D d | E e | F f |
| G g | Ğ ğ | H h | I ı | İ i | J j | K k | Q q |
| L l | M m | N n | Ñ ñ | O o | Ö ö | P p | R r |
| S s | Ş ş | T t | U u | Ü ü | V v | W w | X x |
| Y y | Z z |     |     |     |     |     |     |

| A a | B ʙ   | C c | Ç ç | D d | E e | Ə ə | F f |
| G g | Ƣ ƣ   | H h | I i | J j | K k | L l | M m |
| N n | Ꞑ ꞑ   | O o | Ɵ ɵ | P p | Q q | R r | S s |
| Ş ş | T t   | U u | V v | X x | У y | Z z | Ƶ ƶ |
| Ь ь | Ьj ьj |     |     |     |     |     |     |

| آ | ا | ب | پ  | ت | ث | ج | چ |
| ح | خ | د | ذ  | ر | ز | ژ | س |
| ش | ص | ض | ط  | ظ | ع | غ | ف |
| ق | ك | گ | نك | ل | م | ن | ه |
| و | ۇ | ڤ | ی  | ئ |   |   |   |

## Tekstvoorbeeld
De onderstaande tekst is een uittreksel uit de Universele Verklaring van de Rechten van de Mens in het Tataars.
| Nederlands | Tataars (1938-heden) | Tataars (2001-heden) | Tataars (1927-1938) | Tataars (1920-1927) | Tataars (voor 1920) |
| --- | --- | --- | --- | --- | --- |
| Alle mensen worden vrij en gelijk in waardigheid en rechten geboren. Zij zijn begiftigd met verstand en geweten, en behoren zich jegens elkander in een geest van broederschap te gedragen. | Барлык кешеләр дә азат һәм үз абруйлары һәм хокуклары ягыннан тиң булып туалар. Аларга акыл һәм вөҗдан бирелгән һәм бер-берсенә карата туганнарча мөнәсәбәттә булырга тиешләр. | Barlıq keşelär dä azat häm üz abruyları häm xoquqları yağınnan tiñ bulıp tualar. Alarğa aqıl häm wöcdan birelgän häm ber-bersenä qarata tuğannarça mönasäbättä bulırğa tieşlär. | Вarlьq keşelər də azat həm yz aʙrujlarь həm xoquqlarь jaƣьnnan tiꞑ ʙulьp tualar. Alarƣa aqьl həm vɵçdan ʙirelgən həm ʙer-ʙersenə qarata tuƣannarca mɵnasəʙəttə ʙulьrƣa tieşlər. | بارلئق كئشئلەر دە ئازات هەم ئوز ئابرویلارئ هەم حۇقوقلارئ یاعئننان تیڭ بولئپ توالار. ئالارعا ئاقئل هەم وۇجدان بیرئلگەن هەم بئر-بئرسئنە قاراتا توعاننارچا مۇناسەبەتتە بولئرعا تیئشلەر. | بارلق كشیلر دا آزاد هم اوز آبرويلري هم حقوقلری یاغیننن تینک بولیپ طوالر. آلرغا عقل هم وجدان برلگان هم بر-برسینا قراطا طوغاننرچا مناسبتتا بولرغا تییشلر. |

- Gemeinsame Normdatei: 4120354-9
- Nationale Bibliotheek van Letland: 000207434
- Bibliotheek van het Japanse parlement: 00572726
- Nationale Bibliotheek van Tsjechië: ph126451
- Nationale Bibliotheek van Israël: 987007560844905171